# Veterina
Veterina ili veterinarska medicina grana je medicine koja se bavi zdravljem životinja i povezanošću zdravlja životinja sa zdravljem ljudi i zdravljem okoliša (jedno zdravlje). Bavi se preventivom, dijagnosticiranjem i liječenjem oboljenja i poremećaja kod domaćih i divljih životinja te kućnih ljubimaca, kao i suzbijanjem širenja zoonoza i zaraznih oboljenja.  
Veterina se brine o zdravlju i zaštiti životinja, pridruženim istraživanjima, ali i o hrani životinjskog porijekla i srodnim temama. To je od velike važnosti prije svega radi zaštite ljudi, zbog odgovornosti za kontrolu hrane životinjskog podrijetla u proizvodnji i daljnoj preradi.
Veterinarska medicina stara je koliko i prva veza između čovjeka i životinje.[nedostaje izvor] Za nju je danas potrebna sveučilišna izobrazba kojom se stječe naziv doktora veterinarske medicine ili veterinara. 
Veterinarstvo obuhvaća nekoliko grana: temeljne i pretkliničke veterinarske znanosti, veterinarske kliničke znanosti, veterinarsko javno zdravstvo i sigurnost hrane te animalnu proizvodnju i biotehnologiju.
Veterinarski fakultet u Zagrebu utemeljen je 1919. godine, a Hrvatski veterinarski institut 1933. godine. 

## Vanjske poveznice
- Veterinarstvo Hrvatska enciklopedija
- Hrvatski veterinarski institut
- Portal Veterina, specijalizirani veterinarski informacijski portal